# Trichopilia occidentalis
Trichopilia occidentalis är en orkidéart som beskrevs av Eric Alston Christenson. Trichopilia occidentalis ingår i släktet Trichopilia och familjen orkidéer.
Artens utbredningsområde är Ecuador. Inga underarter finns listade i Catalogue of Life.